# Amtsgericht Braubach
Das Amtsgericht Braubach war ein Gericht der ordentlichen Gerichtsbarkeit in Braubach im Rhein-Lahn-Kreis in Rheinland-Pfalz.

## Geschichte
Mit § 12 der Verordnung vom 22. Februar 1867 wurde nach der Annexion Nassaus durch Preußen die Trennung von Verwaltung und Justiz angeordnet. Diese war im Herzogtum Nassau nicht gegeben. Die Ämter waren sowohl Verwaltungsbezirke als auch Gerichte erster Instanz. In Braubach bestand das Amt Braubach. Mit Verordnungen vom 26. Juni 1867 und 21. August 1867 wurde die Justizfunktion den neu geschaffenen Amtsgerichten, darunter dem Amtsgericht Braubach übertragen. Das Amtsgericht Braubach war zunächst dem Kreisgericht Limburg nachgeordnet.
Zum Gerichtsbezirk des Amtsgerichts Braubach gehörten die Gemeinden des ehemaligen Amtes Braubach soweit diese nicht dem Amtsgericht Oberlahnstein zugeteilt wurden.
Am 1. Oktober 1879 traten die Änderungen des Gerichtsverfassungsgesetzes in Kraft. Das Amtsgericht Braubach blieb bestehen, anstelle des aufgelösten Kreisgerichtes Limburg trat nun aber das Landgericht Wiesbaden. Mit der Sparverordnung vom 30. Juli 1932 wurde das Gericht aufgehoben.

## Gebäude

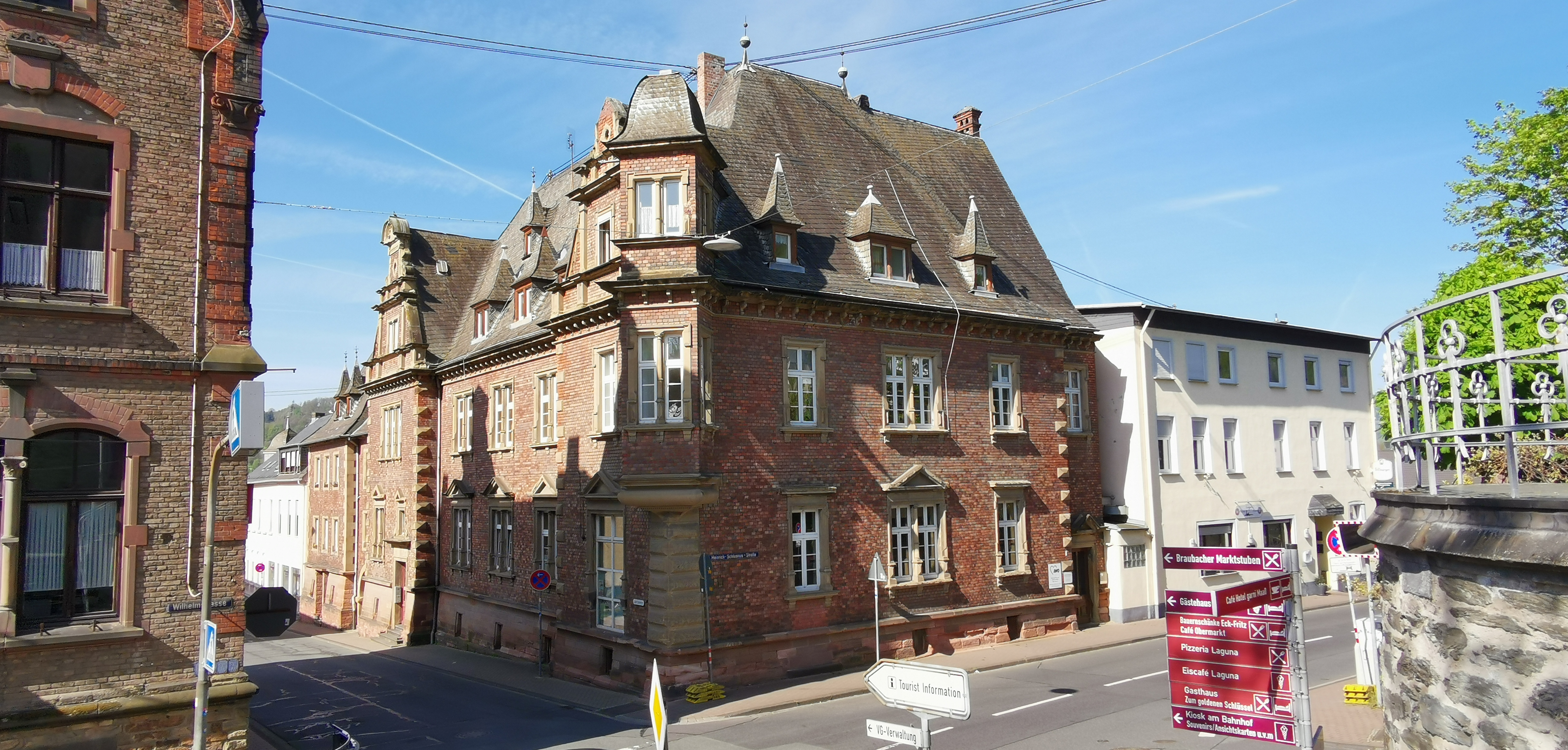
Gebäude in Braubach

Das ehemalige Amtsgericht in der Rathausstraße 1/3 ist ein langgestreckter Klinkerbau im Stil der Neurenaissance. Es wurde um 1890 erbaut und steht unter Denkmalschutz.

## Richter
Folgende Amtsrichter waren am Gericht tätig:
- Karl Krah (1867–1884)
- Wilhelm von Bülow (1885–1894)
- Steffan von Szoldrski (1895–1912)
- Wilhelm Bellinger (1912–1927)
- Ströder (1928–1932)[5]